# Gary Armagnac
Gary Armagnac (* 17. August 1952 in New Jersey) ist ein US-amerikanischer Filmschauspieler.

## Leben
Armagnac war ein Schauspieler, der vor allem in den 80ern in einigen Fernsehserien mitwirkte, darunter T.J. Hooker,  Simon & Simon, L.A. Law, Raumschiff Enterprise: Das nächste Jahrhundert und  Houston Knights.
Außerdem stand er in der Komödie Das Bankentrio von 1989 vor der Kamera, mit Martin Short und Nick Nolte als Filmpartner.
Der zweite Spielfilm, in dem er mitwirkte, war der 1990 produzierte Zweiteiler Das Camarena-Komplott, ein auf einer wahren Tatsache basierender Film, der das Leben von Enrique Camarena, einem DEA-Agenten, erzählt. Die Hauptrolle verkörperte Benicio Del Toro.

## Filmografie (Auswahl)
- 1986: T. J. Hooker (Fernsehserie, eine Folge)
- 1986: Simon & Simon (Fernsehserie, eine Folge)
- 1987: L.A. Law – Staranwälte, Tricks, Prozesse (L.A. Law, Fernsehserie, eine Folge)
- 1988: Raumschiff Enterprise: Das nächste Jahrhundert (Star Trek: The Next Generation, Fernsehserie, eine Folge)
- 1989: Das Bankentrio (Three Fugitives)
- 1990: Das Camarena Komplott (Drug Wars: The Camarena Story, Miniserie)